# PowerPC e6500
A PowerPC e6500 egy többszálas 64 bites Power utasításkészlet-architektúrájú mikroprocesszor-mag a Freescale Semiconductortól (amely jelenleg az NXP holland félvezetőgyártó vállalat része). Az e6500 a teljes QorIQ AMP sorozat termékcsaládot ellátja egylapkás rendszer-processzorokkal (SoC), ezek mind a „Txxxx” közös elnevezési sémán osztoznak. A 28 nm-es eljárással gyártott hardveres minták 2012 elején készültek el, a teljes gyártás ugyanebben az évben valamivel később kezdődött.

## Tervezés
Az előző e5500 maghoz képest átdolgozott memória-alrendszerrel rendelkezik, a processzorban négy magot egyesítenek egy CPU-fürtben, amit egy nagy megosztott L2-gyorsítótár szolgál ki, az e6500-as magok pedig akár nyolc CPU-fürtöt is támogathatnak nagyon nagy multiprocesszoros megvalósítások esetén. A mag az első Freescale-tervezésű többszálas mag, és ebben a cég újra bevezette termékeibe az AltiVec egy továbbfejlesztett változatát. A többszálú működés fizikai magonként két virtuális mag használatát teszi lehetővé, és 2×2 utas szuperskalárként szerveződik. Az e6500-asokban egy virtuális mag gyakran jobb teljesítményt nyújt, mint egy teljes e5500-as mag, mivel a Freescale, a magban történt egyéb fejlesztések mellett, több logikai elemet megkettőzve épített be, ahelyett, hogy csak virtualizálta volna azokat.
Minden magnak van öt fixpontos egysége (négy egyszerű és egy komplex), két betöltő-tároló egysége, egy 128 bites AltiVec egysége, 32 + 32 KiB-os L1 utasítás- és adat-gyorsítótára. Sebessége 2,5 GHz-ig terjed, és a magot úgy tervezték, hogy nagymértékben konfigurálható legyen a CoreNet szöveten keresztül és megfeleljen a beágyazott alkalmazások speciális igényeinek, olyan funkciókkal, mint a többmagos működés és interfészek a kiegészítő alkalmazásfeldolgozó egységek számára (APU).

### e6501
Az e6501 mag egy 2013-ban bevezetett, továbbfejlesztett virtualizációs megszakítás-támogatással rendelkező revízió.

## Termékek
- QorIQ AMP sorozat T4240 – az első 12 maggal felszerelt processzor, ezt követte a T2080 és a T2081 négy maggal és 1,8 GHz-ig terjedő sebességgel.
- QorIQ Qonverge B4420[3] és B4860[4] - e6500 magok és StarCore SC3900 DSP-k keverékével, olyan csúcskategóriás távközlési alkalmazásokhoz, mint a 1,6 és 1,8 GHz-es 4G/LTE makrocellák.

## Fordítás
Ez a szócikk részben vagy egészben  a   PowerPC e6500 című angol Wikipédia-szócikk ezen változatának fordításán alapul.  Az eredeti cikk szerkesztőit annak laptörténete sorolja fel. Ez a jelzés csupán a megfogalmazás eredetét és a szerzői jogokat jelzi, nem szolgál a cikkben szereplő információk forrásmegjelöléseként.